# Włodzimierz Nieporęt
Włodzimierz Nieporęt (ur. 7 października 1944 w Kurszabie, zm. 29 kwietnia 2006 w Warszawie) – polski polityk, poseł na Sejm II kadencji, od 1998 do 2002 przewodniczący sejmiku mazowieckiego.

## Życiorys
Syn Maurycego i Aleksandry. W 1967 wstąpił do Polskiej Zjednoczonej Partii Robotniczej. Był absolwentem Wydziału Chemii i Fizyki Technicznej Wojskowej Akademii Technicznej im. Jarosława Dąbrowskiego. Wykładał w Studium Wojskowym Szkoły Głównej Gospodarstwa Wiejskiego w Warszawie. Od 1984 do 1988 był I sekretarzem komitetu uczelnianego PZPR, a następnie sekretarzem komitetu dzielnicowego Warszawa-Mokotów w tej partii.
W latach 1993–1997 sprawował mandat posła na Sejm, wybranego z listy Sojuszu Lewicy Demokratycznej w okręgu warszawskim; w 1997 bez powodzenia ubiegał się o reelekcję. Od 1998 był radnym sejmiku mazowieckiego, do 2002 sprawował funkcję przewodniczącego. Od września 2002 do marca 2003 był prezesem zarządu Związku Województw RP. Należał do Socjaldemokracji Rzeczypospolitej Polskiej, a następnie do SLD, gdzie od lipca 2003 pełnił funkcję rzecznika dyscypliny partyjnej. W 2004 znalazł się wśród współzałożycieli Socjaldemokracji Polskiej, pełnił funkcję kwestora krajowego tej partii.
W 1997 został odznaczony przez prezydenta Aleksandra Kwaśniewskiego Krzyżem Kawalerskim Orderu Odrodzenia Polski.
Pochowany na cmentarzu wojskowym na Powązkach.